# ШОСО „Радивој Поповић” Сремска Митровица
ШОСО „Радивој Поповић” је школа за основно и средње образовање деце и омладине са посебном потребом за друштвеном подршком и прва институција те врсте у Срему. Налази се у улици Фрушкогорска 73 у Сремској Митровици.

## Историјат
Године 1940. је званично евидентирано формирање првог специјалног одељења за ученике са сметњама у развоју. Специјално школство је од тада до 1960. одржавано у Основној школи „Јован Јовановић Змај”. Од шесте деценије прошлог века до 1969. развој одељења морао је да прерасте у самосталну установу која носи данашњи назив.
Пружају услуге основног образовања, средњег образовања са разноврсним образовним профилима и занимањима, дневног боравка, Центра за радно оспособљавање и радно ангажовање, продуженог боравка за ученике од првог до осмог разреда основног образовања и систем школских радионица (графичке, пољопривредне и фризерске). Такође, стручне услуге од стране дефектолога различитих профила деци са тешкоћама у развоју у инклузивној школи/вртићу, њиховим родитељима, широј породици, социјалним групама, наставницима/васпитачима, установама и њиховим стручним службама, наставницима и свим заинтересованим грађанима. Образују и васпитавају децу са сметњама у развоју са територије сремскомитровачке, шидске и румске општине.